# Beniamino Spirito
Beniamino Federico Spirito (San Mango Piemonte, 2 aprile 1854 – Napoli, 21 aprile 1934) è stato un avvocato e politico italiano.

## Biografia
Avvocato, consigliere comunale e sindaco di Napoli, è stato deputato per sei legislature e senatore dal 1914. Era fratello di Francesco Spirito, anche lui avvocato e parlamentare.